# Dårarnas paradis

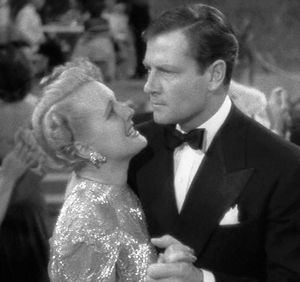
Scen ur Dårarnas paradis med Mary Astor och Joel McCrea.

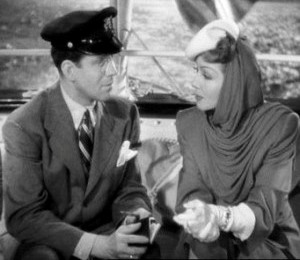
Scen ur filmen med Rudy Vallée och Claudette Colbert.

Dårarnas Paradis (originaltitel The Palm Beach Story) är en amerikansk komedifilm från 1942 i regi av Preston Sturges.

## Handling
Tom Jeffers (Joel McCrea) och Gerry Jeffers (Claudette Colbert) har varit gifta i fem års tid. De älskar varandra, men det som de saknar är pengar. Tom är en uppfinnare som har gott om bra idéer, men saknar pengar för att förverkliga dem. Gerry föreslår att de ska skiljas så att hon kan gifta sig med en miljonär och sedan ge pengar till Tom. Han hatar naturligtvis idén.
Deras pengar tar slut och de riskerar att vräkas, men medan Tom är ute så träffar Gerry på en förmögen man (Robert Dudley) i deras hus som tittar på en annan lägenhet. Han ger Gerry en massa pengar så att hon kan betala deras räkningar. Tom blir inte förtjust över att hon tagit emot pengar och de börjar gräla. Gerry ger sig iväg och hamnar till slut på ett tåg mot Palm Beach i Florida. På tåget träffar hon på förmögna män som kallar sig Ale and Quaile Club som är på en jaktresa, som betalar hennes resa. På tåget träffar hon miljonären J.D. Hackensacker III (Rudy Vallée) som blir kär i henne och ber henne följa med honom på sin yacht i Florida. På yachten träffar hon J.Ds karltokiga syster, prinsessan Centimillia (Mary Astor) som redan hunnit avverka flera äkta män.
Så småningom dyker Tom upp i Florida, och Centimillia faller för honom. Gerry övertygar honom att han ska låtsas vara hennes bror för att inte riskera förhållandet med J.D. Detta dubbelspel leder till olika problem, och det dröjer inte länge innan sanningen står klar för både J.D. och Centimillia. Då händer något oväntat; Tom och Gerrys identiska tvillingar dyker upp och drar iväg med J.D. och Centimillia så att de ursprungliga Tom och Gerry kan resa hem igen.

## Om filmen
Filmen hade svensk premiär den 13 januari 1943 på Folkan i Stockholm.

## Rollista (i urval)
- Claudette Colbert - Geraldine "Gerry" Jeffers
- Joel McCrea - Tom Jeffers/Kapten McGlew
- Mary Astor - Prinsessan Centimillia
- Rudy Vallée - John D. Hackensacker III, bror till Centimillia
- Sig Arno - Toto
- Robert Warwick - Mr. Hinch, Ale & Quail Club
- Arthur Stuart Hull - Mr. Osmond
- Torben Meyer - Doktor Kluck
- Jimmy Conlin - Mr. Aswel, Ale & Quail Club
- Victor Potel - Mr. McKeewie
- William Demarest - Ale and Quail Club-medlem
- Jack Norton - Ale and Quail Club-medlem
- Robert Greig - Ale and Quail Club-medlem
- Chester Conklin - Ale and Quail Club-medlem
- Robert Dudley - Wienie King
- Arthur Hoyt - konduktör
- Al Bridge - konduktör
- Franklin Pangborn - lägenhetsföreståndaren
- Esther Howard - Kings fru